# メンシア・デ・メンドーサ
メンシア・デ・メンドーサ・イ・フォンセカ（Mencía de Mendoza y Fonseca, 1508年11月30日 - 1554年1月4日）は、ネーデルラント・ルネサンスの中心人物であり、女性の教育に対する進歩的な考え方で知られた。

## 生涯
メンシアは初代セネテ侯ロドリーゴ・ディアス・デ・ビバール・イ・メンドーサとマリア・デ・フォンセカ・イ・トレドの娘である。1524年にヘンドリック3世・ファン・ナッサウ＝ブレダと最初に結婚したが、この結婚はスペイン貴族とネーデルラント貴族との融和計画を積極的に進めていたカール5世のすすめによるものであった。2人の間には1527年3月に息子が生まれたが生後数時間で夭折し、ヘンドリック3世は1538年に死去した。その後1542年にカラブリア公フェルナンド・デ・アラゴンと再婚した。メンシアにとって2度目、フェルナンドにとっては3度目の結婚であった。この夫婦は文学や芸術作品のパトロンとして知られた。